# Brixia-Züst

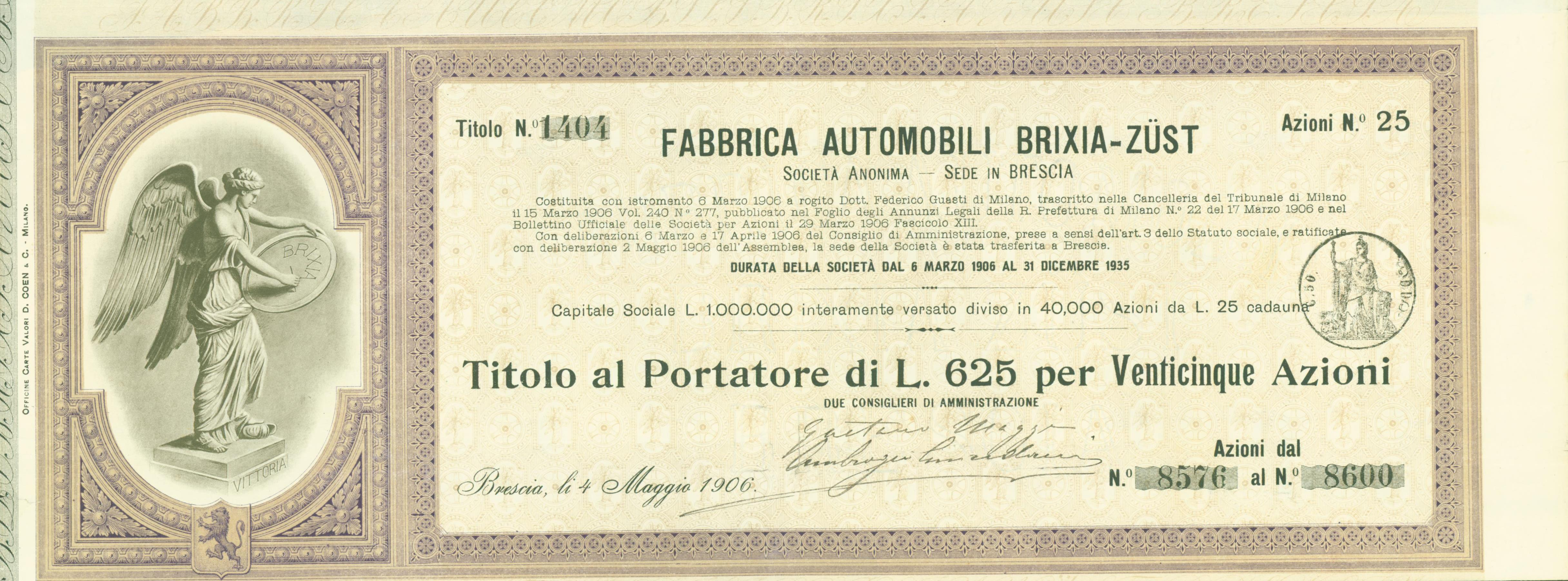
Aktie der Fabrica Automobili Brixia-Züst vom 4. Mai 1906

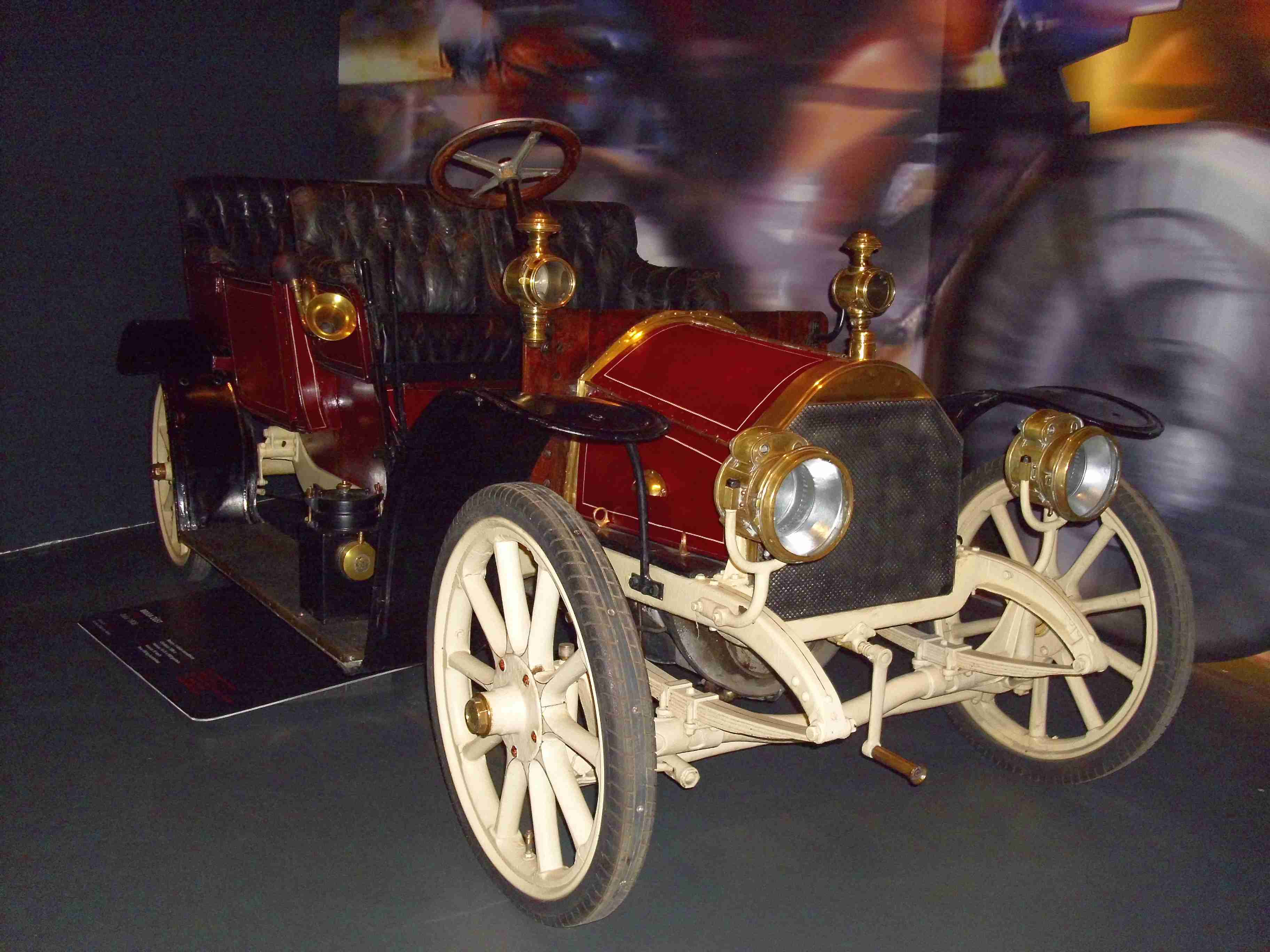
Brixia-Züst von 1908

Die Fabbrica Automobili Brixia-Züst war ein italienischer Hersteller von Automobilen.

## Unternehmensgeschichte
Das Unternehmen gehörte zu Züst Automobile und begann 1906 in Brescia mit der Produktion von Automobilen. 1914 endete die Produktion. Der Name leitete sich vom lateinischen Wort Brixia für Brescia und Züst für das Hauptunternehmen ab.

## Fahrzeuge
Anfangs wurden die Vierzylindermodelle 14/18 HP mit 2297 cm³ Hubraum und 18/24 HP mit wahlweise 3770 cm³ oder 4942 cm³ Hubraum angeboten. 1908 kam das Dreizylindermodell 10 HP mit 1495 cm³ Hubraum dazu, dessen Hubraum 1910 auf 1501 cm³ erhöht wurde. Von diesem Modell wurden etwa 500 Exemplare produziert.
Ein Fahrzeug dieser Marke ist im Museo Nazionale dell’Automobile in Turin zu besichtigen.